# خلیستوف (ناحیه بنشوف)
خلیستوف (به چکی: Chlístov) یک منطقهٔ مسکونی در جمهوری چک است که در ناحیه بنشوو واقع شده‌است.